# Freddy Juarez
Frederico Juarez, detto Freddy (Las Cruces, 1º aprile 1978), è un allenatore di calcio ed ex calciatore statunitense, di ruolo difensore.